# Cordia chaetodonta
Cordia chaetodonta är en strävbladig växtart som beskrevs av Melch.. Cordia chaetodonta ingår i släktet Cordia, och familjen strävbladiga växter. Inga underarter finns listade i Catalogue of Life.